# 許璋瑤
許璋瑤（1951年8月8日—），臺灣高雄市阿蓮區人，政治大學統計研究所碩士畢業；曾任陳水扁政府時期的行政院主計處主計長，2016年5月20日起就任行政院（林全內閣）政務委員及台灣各區聯合服務中心主任，於同年6月29日起兼任臺灣省政府主席，於2017年2月8日起再兼任蒙藏委員會委員長；同年9月15日，因蒙藏委員會裁撤而自然卸任委員長職務；同年11月3日，轉任臺灣證券交易所董事長一職，同時辭去在行政院的公職。

## 家庭

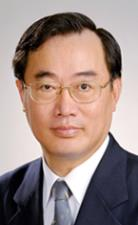
許璋瑤

已婚，育有一子二女。

## 外部連結
- 行政院許璋瑤政務委員兼任臺灣省政府委員並為主席 （页面存档备份，存于）

| 中華民國政府職務 | 中華民國政府職務                                           | 中華民國政府職務          |
| ---------------- | ---------------------------------------------------------- | ------------------------- |
| 行政院           |                                                            |                           |
| 前任： 劉三錡    | 行政院主計總處主計長 第十六任 2004年5月20日－2008年5月20日 | 繼任： 石素梅             |
| 前任： 林美珠    | 蒙藏委員會委員長 第三十一任 2017年2月8日－2017年9月15日    | 廢止 原因：蒙藏委員會裁撤 |
| 臺灣省政府       |                                                            |                           |
| 前任： 施俊吉    | 臺灣省政府主席 第二十四任 2016年6月29日－2017年11月6日     | 繼任： 吳澤成             |